# Valero Rivera Folch
Valero Rivera Folch (Barcelona, 22 de febrero de 1985), también conocido como Valero Rivera Jr., es un balonmanista español que juega como extremo izquierdo en el HBC Nantes. También ha sido internacional en 81 ocasiones con España anotando 318 goles. En el Campeonato Mundial de Balonmano Masculino de 2013 consiguió la medalla de oro.
Es hijo del entrenador y seleccionador nacional español Valero Rivera. Es, con 1732 goles, el segundo máximo goleador histórico de la Liga de Francia de balonmano.

## Carrera
Se formó en las categorías inferiores del F. C. Barcelona, donde llegó en 1998 y estuvo hasta el 2005, sin poder contar con demasiados minutos en el primer equipo, emigró al BM. Aragón donde estuvo dos temporadas. Después de su periplo en Zaragoza se fue al Algeciras Balonmano donde se consagró como uno de los máximos goleadores de la Liga Asobal, siendo el octavo máximo goleador de la temporada 2007-2008 con 163 goles. En la temporada 2008-2009, y debido a los problemas económicos del Algeciras Balonmano, se produce el fichaje por el Realitas Ciudad de Guadalajara. Tras un breve paso por la S. D. Octavio Vigo fichó por el equipo francés HBC Nantes.
Su primera temporada con el HBC Nantes fue en la segunda división francesa, y esa misma temporada ascendieron a la Liga de Francia de balonmano. Su segunda temporada fue la temporada de la consagración. Su equipo realizó un buen papel en la Liga, pero Rivera fue elegido como el mejor extremo izquierdo y mejor jugador de la Liga, además de ser el segundo máximo goleador. El reconocimiento tenía un valor doble al superar a grandes nombres como Jérôme Fernandez o Nikola Karabatić. Esa misma campaña fue seleccionado por primera vez con la selección de balonmano de España que entrenaba su padre. En mayo de 2012 renovó su contrato con el HBC Nantes hasta 2017. Ese mismo verano acudió los Juegos Olímpicos de Londres 2012 como reserva, papel que repitió en Tokio 2020.
Cuatro años más tarde, en 2016 y después de haber conseguido la medalla de oro en el Campeonato Mundial de Balonmano Masculino de 2013, ficha por su club de debut, el F. C. Barcelona Lassa.

## Equipos
- F. C. Barcelona (1998-2005)
- BM. Aragón (2005-2007)
- Algeciras Balonmano (2007-2008)
- Realitas Ciudad de Guadalajara (2008-2009)
- S. D. Octavio Vigo (2009-2010)
- HBC Nantes (2010-2016)
- F. C. Barcelona (2016-2018)
- HBC Nantes (2018-presente)

## Palmarés

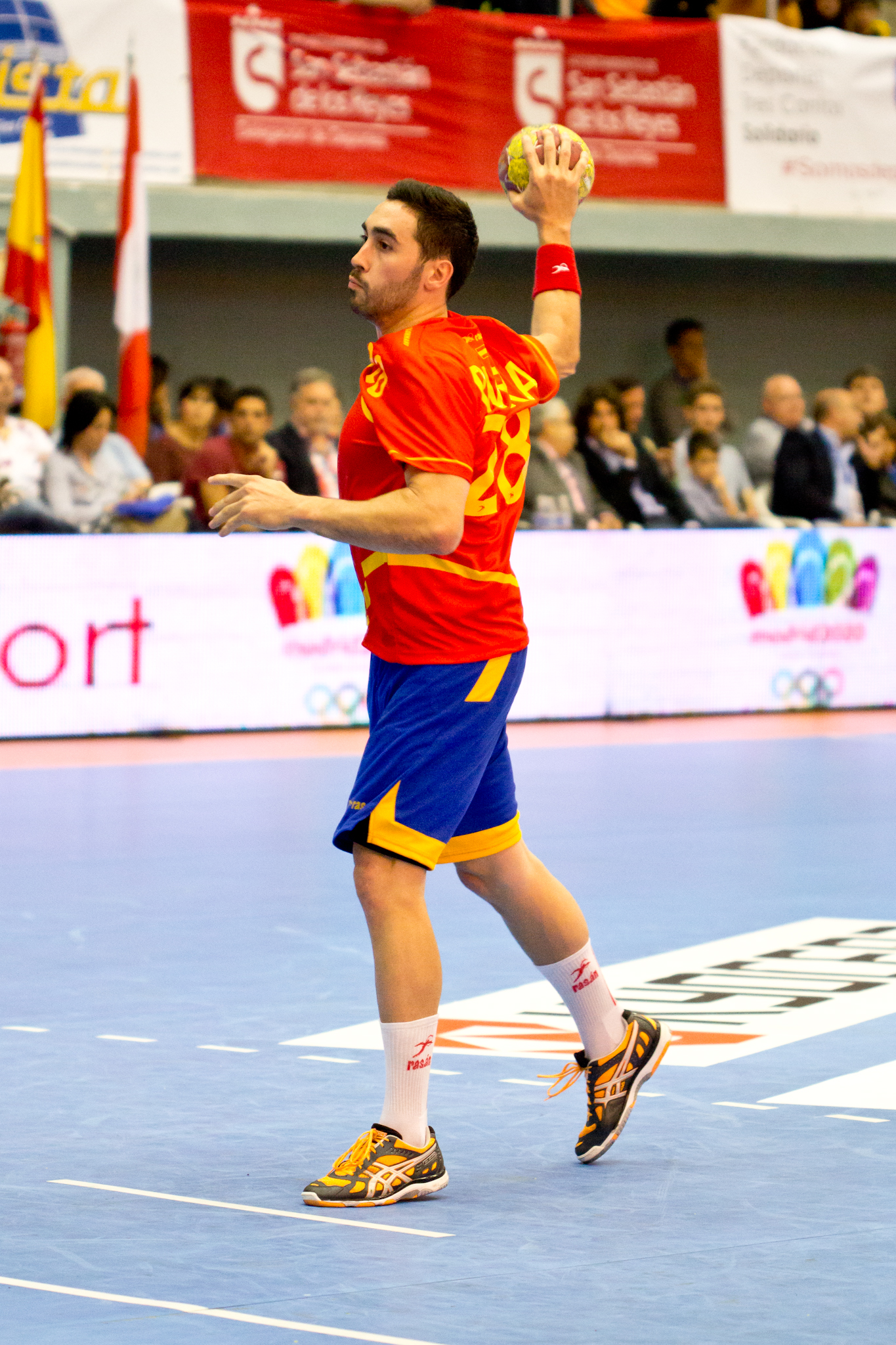
Valero Rivera con la selección en 2013.

### F. C. Barcelona
- Liga ASOBAL (2003, 2017, 2018)
- Liga de Campeones de la EHF (2005)
- Copa del Rey (2004, 2017, 2018)
- Supercopa de España (2003, 2017, 2018)
- Copa ASOBAL (2017, 2018)
- Mundial de Clubes (2018)

### Nantes
- Copa de la Liga de balonmano (2): 2015, 2022
- Trofeo de Campeones (2): 2022, 2024
- Copa de Francia de balonmano (2): 2023, 2024

### Selección española

#### Campeonato del Mundo
- Medalla de oro en el Campeonato del Mundo de 2013

#### Campeonato de Europa
- Medalla de bronce en el Campeonato de Europa de 2014
- Medalla de plata en el Europeo de Polonia 2016
- Medalla de oro en el Europeo de Croacia 2018

### Distinciones individuales
- Mejor Jugador de la Liga de Francia (1): 2012
- Mejor Extremo Izquierdo de la Liga de Francia (3): 2012, 2013 y 2016
- Mejor Extremo Izquierdo del Mundial (1): 2015
- Nominado a Mejor Extremo Izquierdo de la Liga ASOBAL (2): 2017 (2.ª posición) y 2018 (2.ª posición)